# Ettore Schinelli
Ettore Schinelli (Carbonara al Ticino, 31 ottobre 1878 – Novara, 17 novembre 1943) è stato un organista e compositore italiano.

## Biografia
Fratello del musicologo e compositore Achille Schinelli, si dedicò fin da bambino allo studio del pianoforte e dell'organo. Conseguì i diplomi di licenza e magistero presso il Conservatorio di Parma. Dal 1905 al 1909 fu direttore della banda di Castellamonte.
Si stabilì a Mortara per ricoprire l'incarico di direttore della Società orchestrale mortarese (oggi Civica Scuola Musicale). Nel 1920, per volontà del prevosto, monsignor Luigi Dughera, fu nominato organista della Basilica di San Lorenzo in Mortara, ruolo che ricoprì fino al 1940. Durante il suo periodo mortarese, scrisse numerose composizioni sacre, la cui esecuzione era affidata alla Schola cantorum Santa Cecilia (oggi Corale Laurenziana), voluta nel 1920 da monsignor Dughera.
Nel 1925 compose due Inni per la città di Mortara, sede del Secondo Congresso eucaristico diocesano: A Mortara (Inno ufficiale del Congresso) e Inno a Santa Veneranda in occasione delle feste centenarie e della ricomposizione delle reliquie della patrona cittadina nella nuova urna. Il testo dei due inni è del sacerdote Francesco Lora, parroco di Boscomarengo.
Negli anni trenta dedicò alcuni inni alle Suore Missionarie dell'Immacolata Regina della Pace e al loro fondatore, il Beato Francesco Pianzola.
Insieme al fratello Achille scrisse alcune composizioni per piccola orchestra e alcune operette. Lo si ritrova come autore di musica leggera, sotto lo pseudonimo di Hector Silvery.
Nel 1939 la ditta Mascioni di Cuvio fu incaricata da mons. Dughera di realizzare il nuovo organo della Basilica, che doveva sostituire l'antico organo Vitani venduto alla chiesa di San Pietro in Asti, dopo i radicali lavori di restauro del tempio. Nel giugno dell'anno seguente, il maestro Schinelli collaudò il nuovo strumento (op. 523 della Fabbrica d'organi Mascioni) con un grande concerto, alla presenza di Vincenzo Mascioni e di molte personalità in campo musicale.
Proprio nel 1940 lasciò l'incarico di organista della basilica e si trasferì a Milano, dove insegnò al Pontificio Istituto Ambrosiano di Musica Sacra e ricoprì l'incarico di organista della Chiesa di San Francesco di Paola (Milano).
Nel 1943, già sofferente e ammalato, fu sfollato a Mortara a seguito dei bombardamenti su Milano: in città poté suonare nuovamente l'organo Mascioni, durante la visita pastorale di mons. Giovanni Bargiggia, vescovo di Vigevano.
Morì in quello stesso anno all'Ospedale Maggiore di Novara; durante i suoi funerali, la Schola santa Cecilia che guidò per vent'anni, gli tributò una toccante esecuzione musicale. È sepolto in una cappella sotterranea del cimitero di Mortara, accanto alla moglie Mary Celada.

## Composizioni sacre
- O Vergine Purissima[1]
- Veni Sponsa Christi[2]
- A Mortara[3]
- Inno a Santa Veneranda[3]
- Vittoria![2]
- Inno processionale[2]
- Immacolata, giaculatorie Pro Pacis[2]
- Immacolata Regina Pacis[2]
- Natale! Natale![2]
- Venite gentes[2]
- Ave Maria[2]
- Angiol di Dio[3]
- Tantum ergo Sacramentum[1]
- Pange Lingua, dedicato a don Francesco Pavesi [2]
- Inno alla Beata Vergine della Bozzola[2]

## Altre composizioni
- Ai forti, marcia militare, per banda
- Un saluto a Mortara, per banda[4]
- Corteggio d'eroi[5]
- Se mi tocchi, Fox-trot canzone [5]
- Tutto o niente!, valzer [6]
- Viva le Donne, Fox-trot [7]
- Yvelise : hèsitation[8]

Opere realizzate con il fratello Achille:
- Maryland, Valse Love Song[5]
- Florette, Paso Doble[9]
- 11 febbraio: inno della giovinezza d'Italia per la nuova festa nazionale[10]
- Apri l'occhio, fox trot [5]
- Gosto, mani a posto, one step[5]
- Azor, fox blues[5]
- Casta diva, Serenata sentimentale[5]
- Pall mall, Fox trot[5]
- Su, stringimi,... così!, fox-trot a la charleston[5]
- Sweetness, Love song [5]
- Il sole del Brasil, fox trot [11]
- Una stanzetta... due giovani... un fotografo non visto, fox-trot[5]
- Yes... Yes...!, International-Fox-trot[5]
- Chi sa, chi sa ..., fox-trot [7]
- Dory dorée, fox-trot[5]
- Esmeralda, Entr'acte [5]
- Gloriana, Fox-trot[5]
- Ireos, valzer sentimentale [5]
- Le voci della jungla, Impressioni [5]
- Noblesse, slow-Fox [5]
- Ombre sul Nilo, Impressioni [5]
- Val d'or, Slow[5]
- Bice, one-step[7]
- Estella, tango melanconico[5]
- Torna, Mariù...[8]
- La Santa notte: Rappresentazione sacra in tre atti per il tempo natalizio.[12]
- La piccola cioccolataia
- La zia di Carlo
- Majong
- Chouquette e il suo asso: Operetta in tre atti, divina fiamma. Fox-trot[13]

Per orchestra e pianoforte, sotto lo pseudonimo di Hector Silvery
- Alice, love song-intermezzo, 1929
- Il Fox di micina, slow fox-blues, 1928
- My fair, fox trot, 1929
- Nives, fox-trot , 1929
- Odilla, paso doble , 1930
- Roulette, zapeteado español, 1929
- Silverya, Medley ouverture, 1929